# Kaa-Khemsky (huyện)
Huyện Kaa-Khemsky (tiếng Nga: ? райо́н) là một huyện hành chính tự quản (raion), của Tuva, Nga. Huyện có diện tích 25962 kilômét vuông, dân số thời điểm ngày 1 tháng 1 năm 2000 là 14400 người. Trung tâm của huyện đóng ở Zaryig-Sep.